# Eupelmus speciosus
Eupelmus speciosus är en stekelart som beskrevs av Girault 1916. Eupelmus speciosus ingår i släktet Eupelmus och familjen hoppglanssteklar. Inga underarter finns listade i Catalogue of Life.